# 登録日本語教員
登録日本語教員（とうろくにほんごきょういん）とは、日本語教育に関する国家資格であり、2023年（令和5年）の「日本語教育の適正かつ確実な実施を図るための日本語教育機関の認定等に関する法律（日本語教育機関認定法）」に基づく認定日本語教育機関の教員となるためには、同資格の取得が必要となる。
日本語教育機関認定法の制定とともに創設された資格であり、2024年（令和6年）から施行された。

## 資格創設の背景
在留外国人が増加する一方で、専門性を有する日本語教師の質的・量的確保が不十分といった課題が指摘されていた。日本国内には、出入国管理及び難民認定法に基づく法務省告示をもって定められた外国人留学生向けの日本語学校の他、地方公共団体などが開設する外国人住民向けの日本語講座などの日本語教育機関があるが、これらの教育の質を確認・担保する仕組みがなく、教員である日本語教師についても、日本語教育能力検定試験などの民間資格はあったものの、法令に根拠のある公的な資格制度がなかった。
2018年に外国人材の受入れ・共生に関する関係閣僚会議が決定した「外国人材の受入れ・共生のための総合的対応策」で日本語教師のスキルを証明する新たな資格を整備する方針が示され、2020年の文化審議会国語分科会の議論、2021年の文化庁日本語教師の資格に関する調査研究協力者会議の報告を経て、2023年の第211回国会で日本語教育機関認定法が成立し、登録日本語教員の資格が創設された。

## 登録日本語教員の登録
毎年秋に文部科学省が実施する日本語教員試験に合格した上で、文部科学大臣の登録を受けた実践研修機関が実施する「実践研修」（いわゆる教育実習）を修了する必要がある。修了後の日本語教員としての登録の申請は、日本語教育機関認定法ポータルで行う。
施行初年である2024年の日本語教員試験の受験者数は17,655人、合格者数は11,051人。2025年1月から登録日本語教員の登録が始まっている。

## 登録日本語教員養成機関
登録日本語教員養成機関の養成課程を修了した者は、日本語教員試験の一部試験が免除される。登録日本語教員養成機関は、文部科学省令で定める科目を実施しているかなどを中央教育審議会が審査する仕組みとなっており、施行初年である2024年には47機関から登録申請があり、以下の40機関が登録日本語教員養成機関として認められた。
- 青森大学
- 東北大学
- 東日本国際大学
- 筑波大学
- 群馬県立女子大学
- 学校法人朝日学園（日本国際工科専門学校、東京明生日本語学院、船橋日本語学院）
- 千葉モードビジネス専門学校
- 麗澤大学
- アークアカデミー新宿駅前校
- アルファ国際学院
- インターカルト日本語教員養成研究所
- 千駄ヶ谷日本語教育研究所高田馬場校
- 学習院大学
- 東洋言語学院
- 白百合女子大学
- 東京学芸大学
- 東洋大学
- ヒューマンアカデミー
- ルネサンス日本語学院
- 目白大学
- 関東学院大学
- フェリス女学院大学
- 丸の内ビジネス専門学校
- 浜松日本語学院
- 椙山女学園大学
- 京都産業大学
- 京都精華大学
- 京都民際日本語学校
- 京都ノートルダム女子大学
- 追手門学院大学
- 関西外国語大学
- 清風情報工科学院
- 神戸大学
- 神戸東洋日本語学院
- 神戸親和大学
- 岡山外語学院
- 山陽学園大学
- 穴吹カレッジ キャリアアップスクール福山
- 県立広島大学
- 宮崎情報ビジネス専門学校